# Jürgen Karl Uchtmann
Jürgen (George) Karl Uchtmann (* 14. Dezember 1959 in Gudensberg) ist ein Brigadegeneral des Heeres außer Dienst der Bundeswehr und war zuletzt der Kommandeur des Landeskommando Berlins.

## Militärische Laufbahn

### Ausbildung und erste Verwendungen
Uchtmann trat im Juli 1979 als Offiziersanwärter in der Panzeraufklärungstruppe in die Bundeswehr ein. Während der Offiziersausbildung absolvierte er das dreijährige Studium der Pädagogik an der Universität der Bundeswehr Hamburg. Das Studium schloss er 1983 als Diplom-Pädagoge ab. Es folgten verschiedene Verwendungen in der Panzeraufklärungs- und der Fernspähtruppe.

### Generalstabsausbildung und Dienst als Stabsoffizier
Von 1992 bis 1994 absolvierte Uchtmann den 35. Generalstabslehrgang Heer an der Führungsakademie der Bundeswehr in Hamburg, wo er zum Offizier im Generalstabsdienst ausgebildet wurde. Nach diesem Lehrgang wurde er bis 1996 als Stabsoffizier beim Heeresführungskommando in Koblenz eingesetzt. Anschließend diente als stellvertretender Militärattaché an der Deutschen Botschaft in London und kommandierte das Aufklärungslehrbataillon 3 „Lüneburg“ in Lüneburg. Nach einer Verwendung als Assistant Chief of Staff G3 im 1. Deutsch-Niederländischen Corps in Münster, folgten verschiedene Verwendungen als Referent und Referatsleiter im Bundesministerium der Verteidigung, zuletzt als Referatsleiter Planung I 3 Zukunftsentwicklung Land, Sanität. Von 2013 bis 2014 absolvierte Uchtmann ein Graduiertenkolleg am Royal College of Defence Studies in London. Im Anschluss war er für zwei Monate als Berater an der Bundesakademie für Sicherheitspolitik in Berlin eingesetzt, bevor er die fast dreijährige Ausbildung zum Militärattaché absolvierte. Im Zuge dieser Ausbildung lernte Uchtmann Mandarin und absolvierte die Chinesische Generalstabsausbildung in Peking.

### Generalsverwendungen
Zum 1. September 2017 übernahm Uchtmann, unter Beförderung zum Brigadegeneral, von Brigadegeneral Helmut Schoepe den Dienstposten als Verteidigungsattaché an der Deutschen Botschaft Peking. Zum 1. September 2020 übergab er diesen Dienstposten an Flottillenadmiral Helge Detlef Risch und wechselte abermals zum 1. Deutsch-Niederländischen Corps in Münster. Seit dem 15. Oktober 2020 war Uchtmann, als Nachfolger von Brigadegeneral Andreas Henne, Kommandeur des (wiederaufgestellten) Landeskommando Berlins. Zum 13. September 2024 übergab er diesen Dienstposten an Oberst i. G. Horst Busch.
2024 wurde er mit dem Verdienstorden des Landes Berlin ausgezeichnet.

## Privates
Uchtmann ist verheiratet und hat zwei Kinder.